# Audencia Business School
Az Audencia Business School egy európai felsőoktatási intézmény, amely az üzleti tudományok terén nyújt posztgraduális képzést. Három campusa van, Párizsban, Nantes-ban és Pekingben. 1900-ban alapították.
2015-ben az Audencia a Financial Times rangsorán a legjobb 63 európai üzleti iskola között szerepelt. A Financial Times világranglistáján a Master in Management program 2010-ben a 24.
Az iskola programjai AMBA, EQUIS és AACSB hármas akkreditációval rendelkeznek. Az intézmény legismertebb végzősei közé olyan személyiségek tartoznak, mint Jean Arthuis (francia politikus) és Thomas Cailley (filmrendező). Az iskola az École nationale de l'aviation civile partnere kettős diplomát mérnök / menedzser.

## Külső hivatkozások
- Hivatalos oldal